# Steimbke
Steimbke är en kommun och ort i Landkreis Nienburg/Weser i förbundslandet Niedersachsen i Tyskland.
Kommunen ingår i kommunalförbundet Samtgemeinde Steimbke tillsammans med ytterligare tre kommuner.